# Bloc foré
Monté dans un circuit hydraulique, un bloc foré est un bloc, généralement en fonte, mais aussi en acier ou en alliage d'aluminium, qui regroupe des composants hydrauliques normalisés ou avec des cavités particulières.
Le bloc foré est étudié et usiné pour recevoir tout ou partie des composants d'un circuit. Les liaisons entre les divers appareils sont réalisées par des perçages qui remplacent les tuyauteries. Chaque bloc est spécifique à un schéma.
Les avantages du bloc foré par rapport au système des valves tuyautées sont les suivants :
- Encombrement réduit ;
- Élimination des fuites externes, dues aux vibrations et coups de bélier ;
- Montage plus rapide ;
- Ne nécessite pas de tuyauteur spécialisé.

Le bloc foré a remplacé une grande partie des systèmes tuyautés sur panneau ; il est particulièrement intéressant pour les applications répétitives ou de série.
Les embases multiples de 2 à 10 postes sont conçus pour recevoir des distributeurs DN6 DN10 DN16 et même DN25.